# AsapScience
AsapScience це канал в YouTube створений канадіцськими ютуберами (Мітчелом Моффітом і  Ґреґорі Брауном. Канал випускає тижневі відео на різні наукові теми. 

Два творці мають другий канал - AsapTHOUGHT, який вміщає відео що обговорюють різні проблеми (не завжди стосуються науки) 

## Канал
Багато відео AsapScience є про функції людського тіла. Вони інколи роблять пісні які теж пояснюють науку. Кожна наукова ідея у відео є передана через кольорові малюнки на навчальній дошці і голос за кадром. Мітчел працює над озвученням теми і музикою, а Ґреґорі є головним ілюстратором. Двоє з них є геями і відкритою парою від 2007. Вони познайомилися в коледжі вивчаючи біологію.        
[джерело?]
На теперішній час відео What Colour is this dress? має найбільше переглядів (21 млн.) Їхні відео були показані на вебсайтах як The Huffington Post і Gizmodo.

В березні 2015 Моффіт і Броун випустили їхню першу книгу, AsapSCIENCE: Answers to the World’s Weirdest Questions, Most Persistent Rumors, and Unexplained Phenomena.

В лютому 2016, Моффіт був проголошеним одним із 16 учасників Big Brother Canada 4. Він зайняв 11 місце. 

## Співпраця
AsapScience співпрацював з Vsauce3 над 4 відео,The Scientific Secret of Strength and Muscle Growth and What if Superman Punched You?, Can We Genetically Improve Intelligence? and Can You Genetically Enhance Yourself?.
Одне відео було зроблено із допомогою Білла Ная (Could We Stop An Asteroid?)

IISuperwomanII часто з'являється на каналі AsapScience.

## Статистика
Від 18 вересня, 2016 року  AsapScience і AsapThought мають 6.5 млн. підписників разом.
|             | Підписники | Перегляди   |
| AsapSCIENCE | 5,706,838  | 631,278,356 |
| AsapTHOUGHT | 778,359    | 35,431,163  |
| Повністю.   | 6,485,197  | 666,709,519 |